# Théorie de la musique
Pour le livre d'Adolphe Danhauser, voir Théorie de la musique (livre)

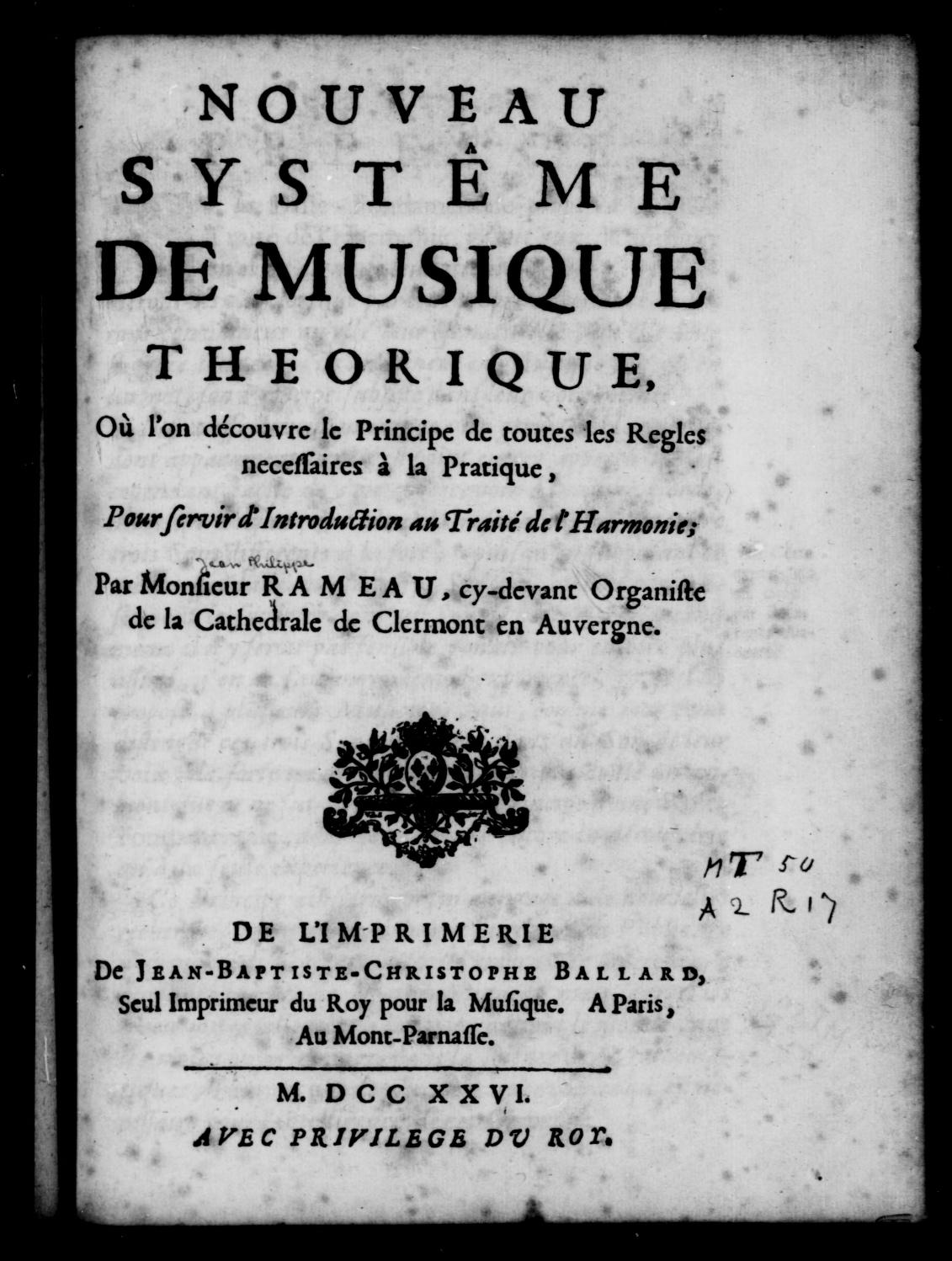
Page de titre du Nouveau système de musique théorique de Rameau.

Une théorie de la musique est un ensemble de règles décrivant le système musical d'une culture particulière.
Le corpus mondial de textes théoriques concernant la musique est immense. Chaque culture musicale possède ses propres formes. Les théories de la musique regroupent des ensembles de notions concernant la production et l'organisation des sons musicaux, qui ne définissent pas nécessairement tous de la même façon le temps, le caractère distinctif de chaque son, et les relations entre sons successifs ou simultanés. Selon la théorie de la musique occidentale, le rythme, la mélodie et la polyphonie déterminent principalement la musique.

## Histoire
Les sources les plus anciennes de la théorie musicale sont probablement mésopotamiennes : des tablettes sumériennes et akkadiennes datant d'avant 1500 avant notre ère donnent des listes d'intervalles et décrivent l'accord d'instruments à cordes.
En Chine, les inscriptions sur les cloches en pierre et en bronze découvertes en 1978 dans la tombe du Marquis Yi († 433 avant notre ère) décrivent la théorie des hauteurs de cette époque. Le Lüshi Chunqiu, encyclopédie chinoise compilée vers 239 avant notre ère, rapporte l'histoire légendaire de Ling Lun (en), qui aurait coupé pour l'Empereur Jaune douze tuyaux de bambou, qui forment l'échelle musicale chinoise.
Aux Indes, le Nāțyaśāstra, écrit entre 200 avant notre ère et 200 de notre ère, décrit les intervalles (Śrutis), les échelles (Grāmas), les consonances et les dissonances, les structures mélodique (Mūrchanās, il s'agit peut-être de modes), les types mélodiques (Jātis), les instruments, etc..
En Grèce antique, les très nombreux ouvrages de théorie musicale peuvent se classer en deux catégories : d'une part des manuels techniques décrivant le système musical, la notation, les échelles, les consonances et les dissonances, les rythmes, les types de compositions, etc. ; et d'autre part des ouvrages plus philosophiques indiquant comment la musique révèle un ordre cosmique qui mène aux plus hauts niveaux de connaissance.
Pour la musique arabe, les premiers théoriciens s'inspirent des Grecs et décrivent, à commencer du IXe siècle de notre ère, la constitution des échelles musicales à partir de longueur de cordes. Ce sont notamment Al-Kindi, Al-Fârâbî, Avicenne, et Ṣafī al-Dīn al-Urmawī, qui font référence aussi à des systèmes de modes.

## Musiques de tradition orale
La plupart des musiques, dans le monde, n'ont pas de théorie écrite. Elles sont le fruit d'une tradition orale. Établir leur théorie, à partir de l'enseignement par leurs maîtres de musique est un des objectifs de l'ethnomusicologie.

## Musiques savantes
Les musiques savantes, qui font appel à un vaste corps de connaissances techniques ont souvent constitué leur théorie à partir de l'écriture[réf. souhaitée].
Leurs théories sont fréquemment codifiées sous la forme d'un ensemble de règles destinées à soutenir l'enseignement de la pratique musicale. Les concepts de base d'une culture musicale restent cependant en général implicites, et ne ressortent que par comparaison.

### Musique savante occidentale
La musique occidentale savante moderne considère la musique comme un objet. Elle privilégie la composition musicale, qui fixe les caractères jugés principaux de chacune des instances de cet objet, le rythme, la mélodie, l'harmonie. Les compositeurs en sont définis, elles sont écrites et signées. Les ouvrages d'enseignement définissent souvent explicitement ces bases idéologiques. L'enseignement renforce, par l'ordre des apprentissages, ses hiérarchies de valeurs. On peut distinguer l'enseignement du solfège — c'est-à-dire, l'enseignement musical général, dans lequel la notion de hauteur a une place prépondérante —, du contrepoint, de l'orchestration, de la composition, etc.

### Musique savante indienne
La musique indienne savante a généré un grand nombre de traités théoriques. Pour elle, la musique se définit comme une interaction entre musiciens, et éventuellement entre musiciens et danseurs, excluant l'écriture de partition. Les musiciens doivent maîtriser les règles et les codes, mais choisissent l'orientation mélodique et rythmique parmi les possibilités ouvertes par ces codes.

### Musiques savantes chinoise, arabe, persane, japonaise
Les musiques savantes chinoise, arabe, persane, japonaise, etc. possèdent elles aussi des théories, toutes articulées sur une définition de la musique, soit comme objet sonore construit, soit comme interaction entre musiciens, ou entre musiciens et danseurs, ou entre musiciens et cosmos, soit de toute autre façon.